# Disparition de Ben Needham
Ben Needham, un bébé britannique de 21 mois (né le 29 octobre 1989 à Sheffield), a disparu le 24 juillet 1991 sur l'île grecque de Kos. Malgré de nombreux signalements au cours des années suivantes, aucune trace de l'enfant n'a jamais été retrouvée. C'est l'un des plus longs cas de disparition de l'histoire britannique.

## Disparition
Ben Needham était en vacances avec ses parents sur l'île de Kos (d'où avaient émigré ses grands-parents maternels), dans le village d'Iraklise, quand il a disparu le 24 juillet 1991.
L'enfant avait été laissé ce jour-là à la garde de ses grands-parents, pendant que sa mère travaillait dans un hôtel du lieu. Ben jouait entre la maison et ses abords (une vieille ferme que la famille rénovait) quand, vers 14 heures 30, les adultes se sont rendu compte qu'il avait disparu.
La famille a commencé par fouiller le secteur, pensant que Ben s'était égaré ou que leur fils adolescent, Stephen, l'avait emmené sur son cyclomoteur. Ne trouvant aucune trace du garçon, ils ont prévenu la police. Cependant, les policiers, considérant les Needham comme les premiers suspects, les ont longuement interrogés et n'ont pas immédiatement prévenu les aéroports et les ports. Ils ont ensuite élargi leurs recherches.

## Enquêtes policières

### Usage de techniques de vieillissement de photographie
En 2003, peu avant le douzième anniversaire de la disparition, Ian Crosby, détective privé, a contacté l'équipe d'imagerie faciale de la Metropolitan Police pour suggérer la création d'une photographie actualisée de Ben. Des techniques de vieillissement de photographie (en) ont été appliquées à une photo du bébé disparu pour reconstituer l'apparence qui devait être devenue la sienne à l'âge de 13 ans. Une autre photo mise à jour a été construite en 2007,.

### Théorie de l'enterrement accidentel
En octobre 2012, des policiers britanniques se sont rendus en Grèce pour fouiller un secteur où ils pensaient pouvoir trouver les restes de Ben Needham. Le 19 octobre, des enquêteurs grecs, assistés d'une équipe de spécialistes de la police du Yorkshire du Sud, commençaient l'examen des sols de la propriété où l'enfant avait disparu. L'opération, qui mobilisa des outils de mesure géophysiques, des experts en anthropologie judiciaire et des chiens de sauvetage, concrétisait une ligne d'enquête selon laquelle Ben aurait été accidentellement enterré sous les gravats d'un chantier par le conducteur d'une pelleteuse qui travaillait à proximité,. On ne retrouva aucune trace de l'enfant.

## Signalements
Plus de 300 observations de Ben ont été signalées, tant en Grèce continentale que dans les îles. La plupart ont eu lieu peu après la disparition, de 1991 à 1992. Dans quelques cas, elles ont semblé pouvoir résoudre le mystère. Fin 1995, le détective privé Stratos Bakirtzis découvrait un enfant blond, âgé d'environ six ans et vivant avec une famille rom dans un camp situé à Salonique. L'enfant affirmait avoir été donné aux Roms après avoir été abandonné par ses parents biologiques, et sa mère adoptive déclara l'avoir acheté à d'autres Roms. Cependant, rien n'est venu prouver qu'il pouvait s'agir de Ben.
En 1998, John Cookson, un organisateur de voyages britannique, découvrait un garçon blond d'une dizaine d'années jouant sur une plage de Rhodes. Selon Cookson, celui que ses amis appelaient « le blond » était le seul enfant à cheveux clairs du groupe. Soupçonneux, Cookson prit des photos des enfants et fit mine de jouer à ébouriffer la tête du garçon pour prélever quelques cheveux et en faire analyser l'ADN. Cependant, les tests ADN établirent que le garçon n'était pas Ben et sa famille grecque du garçon fournit des photos d'enfance pour prouver qu'il était bien leur enfant,.
En 2003, le détective privé Ian Crosby se rendit à Kos avec Danny, l'oncle de Ben, visite qui fut suivie de rencontres avec la police grecque. Crosby enquêta aussi sur une photographie, envoyée par un organisateur de voyages qui avait visité la Turquie en 1999, qui montrait plusieurs jeunes villageois turcs, dont un garçon blond qui ressemblait à l'image reconstituée de Ben à l'âge de 13 ans. Il déclara : « Je reçois plusieurs centaines de signalements chaque année de la part de vacanciers qui pensent avoir vu Ben. Il est impossible d'enquêter sur beaucoup d'entre eux. Il est très triste de constater le peu qui est vraiment fait pour retrouver les enfants disparus comme Ben et Madeleine McCann. Beaucoup de Britanniques avec lesquels j'en ai discuté sont stupéfaits quand je leur dis qu'aucun officier de police britannique n'est jamais venu à Kos ou en Grèce en relation avec le cas de Ben. J'ai même offert de payer le déplacement d'officiers de police, mon offre a été déclinée. Il est donc, hélas, hautement improbable que la majorité des enfants dans ce type de cas soient jamais retrouvés. »
La famille Needham pense que Ben a été enlevé pour être vendu à des parents adoptifs, ou par des trafiquants d'enfants. Cependant, il n'existe pas de preuve et d'autres considèrent qu'un accident est plus probable,.

## Résolution?
En septembre 2016, Konstantinos Barkas, un conducteur d'engin de chantier, a affirmé avoir accidentellement écrasé l'enfant et aurait caché son corps pour éviter tout problème avec la justice. Konstantinos Barkas aurait fait cette révélation à la police sur son lit de mort l'année précédente avant de mourir d'un cancer de l'estomac. Cette révélation aurait été corroborée par un témoin. Des fouilles ont été entreprises pour essayer de retrouver le corps, dans deux endroits de l'île.